# Demultiplexor

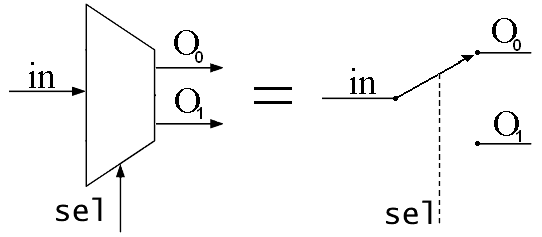
Esquema de un demultiplexor 1 a 2. Puede ser comparado a un conmutador controlado.

En electrónica digital, un demultiplexor es un circuito combinacional que tiene una entrada de información de datos d y n entradas de control que sirven para seleccionar una de las 2n salidas, por la que ha de salir el dato que presente en la entrada. Esto se consigue aplicando a las entradas de control la combinación binaria correspondiente a la salida que se desea seleccionar. Por ejemplo, si queremos que la información que tenemos en la entrada d, salga por la salida S4, en la entrada de control se ha de poner, de acuerdo con el peso de la misma, el valor 100, que es el 4 en binario.
En el campo de las telecomunicaciones el demultiplexor es un dispositivo que puede recibir a través de un medio de transmisión compartido una señal compleja multiplexada y separar las distintas señales integrantes de la misma encaminándolas a las salidas correspondientes. 
La señal compleja puede ser tanto analógica como digital y estar multiplexada en cualquiera de las distintas formas posibles para cada una de ellas.

Diagrama lógico de un demultiplexor 1 a 4.

El demultiplexor es un circuito combinacional que, además de para su función básica anteriormente explicada, puede utilizarse en muchos casos como decodificador y adopta cualquiera de las funciones que un decodificador realiza.
Una aplicación muy práctica de los demultiplexores utilizados como decodificadores, si lo combinamos con una puerta NO-Y NAND, es la generación de funciones lógicas de modo que, si nos dan la función lógica F=S3(2,4,5,7), las salidas correspondientes a los unos lógicos se conectarían a la puerta NO-Y. En este caso la entrada de información se puede utilizar como entrada inhibidora si mantenemos a cero lógico, y subiéndola a uno, cuando queremos inhibir la generación de la función.
Una de las funciones que realiza el decodificador hexadecimal como demultiplexor, es la función de conectar, a sendos contadores, C0 a C15, que reciben los impulsos de una entrada común a todos. Cada uno posee una entrada de inhibición que según el estado en que se encuentra (0,1), permite o no que se realice el contaje de los impulsos. Cada entrada de inhibición se conecta a una salida del demultiplexor.